# Seznam slovenskih generalov in admiralov JLA
Seznam slovenskih generalov in admiralov JLA med letoma 1945 in 1992. Na seznamu so navedeni le aktivni častniki.

## A
- Alojz Ahlin, 1926–2001, generalmajor, namestnik načelnika Varnostne uprave  Zveznega sekretariata za ljudsko obrambo
- AJNŠPILER Milorad, 1923–?, generalmajor, pomočnik načelnika uprave v GŠ
- AMBROŽIČ Ladislav - Novljan, 1908–2004, generalmajor, poveljnik korpusa, načelnik GŠ NOV Slovenije, namestnik poveljnika vojnega letalstva  in načelnik vojaškega letalskega šolskega centra
- AVŠIČ Jaka, 1896–1978, generalpodpolkovnik, namestnik poveljnika GŠ NOV Slovenije, poveljnik zaledja JA in vodja Vojaške misije v Berlinu

## B
- BENČIČ Dragomir, 1911–1967, generalpodpolkovnik, narodni heroj, poveljnik Odreda  STT in načelnik uprave Zslo
- BERCE Jože, 1926–2017, generalmajor, poveljnik brigade in pomočnik poveljnika 9. armade
- Jože Berkopec, 1911–1997, generalmajor, španski borec, načelnik kadrovske uprave Zslo
- Bernard Bizjak - Kostja 1921—2002, generalmajor JLA, pomočnik poveljnika vojaškega področja
- BIZJAK Kosta, 1921–2007, generalmajor
- BOŽIČ Ivan, 1894–1962, generalmajor, predavatelj vojaške geografije v vojaški akademiji
- BROVET Stanislav, 1930–2007, admiral, načelnik II. uprave GŠ  in namestnik Zslo (1988–1992)
- BUTARA Miha, 1922–2016, generalmajor, poveljnik vojaškega okrožja Ljubljana in republiški sekretar za ljudsko obrambo SR Slovenije

## C
- CETINSKI Andrej, 1921–1997, generalmajor, narodni heroj, poveljnik vojaškega okrožja Ljubljana in pomočnik poveljnika  9. armade
- CVELBAR Viktor, 1923–2016, generalmajor, načelnik štaba in poveljnik divizije

## Č
- ČAD Marijan, 1932–2020, generalpodpolkovnik, poveljnik divizije in 13. reškega korpusa (1991)
- ČERNI Josip, 1903–2000, admiral, poveljnik Jugoslovanske vojne mornarice (1943–1950 in pomočnik načelnika GŠ 1950–1960)  !! POZOR: NI BIL SLOVENSKEGA RODU in ni imel nobene zveze s Slovenci, čeprav je rojen v Mariboru, kjer je preživel mladost
- ČIŽMEK Boris - Bor, 1919–2008, generalmajor, poveljnik Ljudske milicije Slovenije
- ČRNUGELJ Franc - Zorko, 1921–2013, generalmajor, načelnik uprave tehnične službe GŠ

## D
- DEŽMAN Anton - Tonček, 1920–1977, generalmajor, narodni heroj, poveljnik brigade in direktor vojaške industrije
- DOLNIČAR Ivan - Janošik, 1921–2011, generalpolkovnik letalstva, podsekretar ZSLO (1967–1979)

## F
- FAGANEL Jordan, 1916–1985, generalpodpolkovnik, načelnik Vojaške letalske akademije in direktor Zvezne uprave za letalski promet

## G
- GABROVEC Alojz, 1923–?, generalmajor, poveljnik brigade in načelnik uprave tehnične službe GŠ
- GORKIČ Dušan, 1922–2005, generalmajor, načelnik operativnega oddelka 9. armade

## H
- HOČEVAR Ivan, 1933–2021, generalpodpolkovnik, poveljnik TO Slovenije  in pomočnik načelnika GŠ za Vl–Pzo
- HORVAT Samoel, 1924–1996, generalpodpolkovnik, pomočnik poveljnika 9. armade
- HREN Alojz, 1924–?, generalmajor, predsednik komiteja ZKJ 9. armade
- HRIBERNIK Rudolf, 1921–2002, generalpolkovnik, narodni heroj, poveljnik vojaškega področja Ljubljana in TO Slovenije

## I
- INKRET Franc, 1914–1978, generalpodpolkovnik, načelnik Uprave topništva GŠ

## J
- JAKIČ Ivan, 1913–1987, generalmajor, poveljnik vojaškega okrožja Ljubljana
- JAKIČ Jože - Dušan, 1921–2014, generalpodpolkovnik, načelnik šolskega centra in Uprave Abko GŠ
- JAKIN Radoslav, 1924–2009, generalmajor, načelnik Ršto Slovenije
- JAKOMIN Jože, 1918–1985, generalpodpolkovnik  predsednik komiteja ZKJ 9. armade
- JELAČIN Stanko, 1904–1960, generalmajor, načelnik Topniškega šolskega centra
- JERKIČ Branko, 1925–2016, generalpolkovnik, poveljnik TO Slovenije in 9. armade (1980–1985)
- JERKIČ Miroslav, 1928–, generalpodpolkovnik, načelnik Intendantske uprave GŠ
- JERMAN Drago - Mataša, 1919–1998, generalmajor, narodni heroj,načelnik štaba in poveljnik divizije

## K Kmetič    .......... generalmajor , komandant 9.kninskega korpusa[1]
- KAJIN Alojz, 1924–2019, generalmajor, pomočnik poveljnika 9. armade
- KLANJŠČEK Radislav, 1925–1984, generalpodpolkovnik, načelnik Uprave oklepno-mehaniziranih enot v GŠ  in poveljnik TO Slovenije
- KOCIJAN Lado, 1925–, generalmajor, načelnik Ršto Slovenije
- KOČEVAR Franc, 1918–2005, generalpolkovnik, poveljnik šibeniškega vojaškega področja in sekretar Rslo SR Slovenije
- KODRIČ Rudi - Branko, 1920–2006, generalmajor, poveljnik divizije in vojaškega področja, vojaški ataše
- KOGOJ Vladimir, 1923–2005, generalmajor, načelnik štaba divizije in operativnega oddelka 9. armade
- KOLB Vjekoslav, 1901–1980, generalpodpolkovnik, načelnik kabineta Zslo
- KOLŠEK mag. Konrad, 1933–2009, generalpolkovnik, načelnik I. uprave GŠ , poveljnik 5. vojaškega območja v Zagrebu (1989–1991)
- KOVAČIČ Božidar, 1920–2011, generalmajor, načelnik Vojno-tehničnega šolskega centra v Zagrebu
- KRAMARIČ Janez, 1923–1979, generalmajor, poveljnik divizije in pomočnik poveljnika 9.  armade
- KRANJC F. Marijan, 1935–2017, generalmajor, načelnik skupine za ukinitev 9. armade in načelnik štaba 41. korpusa v Bitoli (1990)
- KRAUT Božidar, 1901–1967, generalpodpolkovnik, načelnik štaba poveljstva topništva JA in tehnične uprave GŠ
- KRMELJ Vincenc, 1927–1982, generalpodpolkovnik, poveljnik divizije in načelnik Poveljniško-štabne akademije
- KVEDER Dušan, 1915–1966, generalpodpolkovnik, narodni heroj, stotnik španske republikanske vojske, poveljnik GŠ NOV Slovenije, načelnik uprave GŠ  in glavni urednik Vojne enciklopedije

## L
- LAH Milan, 1913–1999, generalmajor, namestnik načelnika GŠ NOV Slovenije, načelnik katedre Višje vojaške akademije  in načelnik štaba poveljstva mesta Beograda
- LEVIČNIK Karel, 1900–1967, generalpodpolkovnik, načelnik štaba topništva JA – Uprave topništva GŠ
- LOKOVŠEK Ivan, 1913–1993, generalmajor, poveljnik mesta Ljubljane

## M
- MALNARIČ Jože, 1917–1992, generalpodpolkovnik, načelnik I. uprave GŠ
- MARČIČ Karel, 1891–1972, partizanski generalmajor, načelnik oddelka v GŠ NOV Slovenije,  generalpodpolkovnik, prvi načelnik Vojaško-geografskega inštituta
- MARINČEK Tone, 1916–1975, generalmajor, načelnik propagandnega oddelka GŠ NOV Slovenije in načelnik finančne uprave Zslo
- MEDVEŠEK dr. Adolf, 1911–1987, generalmajor, upravnik Vojaške bolnišnice v Ljubljani
- MENDAŠ Peter, 1919–2003, generalpodpolkovnik, namestnik načelnika uprave Zslo
- MERLAK Jože, 1917–1970, generalmajor, načelnik štaba vojaškega področja Ljubljane
- MERZEL Dušan, 1938–, generalmajor, načelnik šolskega centra Ome, načelnik operatike Šole narodne obrambe (1992)
- MIHALIČ Stanko, 1926–1998, generalpodpolkovnik, načelnik Uprave Ome GŠ  in pomočnik poveljnika 9. armade za zaledje
- MIRTIČ Mirko, 1929–?, generalpodpolkovnik, načelnik šolskega centra Topniško-raketnih enot (Tre) Pzo, načelnik Šole operatike in načelnik štaba 9. armade
- MIŠICA Vladimir, 1916–1991, generalmajor, poveljnik divizije in načelnik oddelka armade
- MORELJ dr. Marijan, 1916–1972, generalmajor, načelnik oddelka Vojaško-medicinske akademije

## N
- NAGODE Jože, 1926–1974, generalmajor, poveljnik divizije

## O
- OMAHEN Ivan, 1923–?, generalmajor  načelnik gradbene uprave Zslo
- OŽBOLT Drago, 1931–1994, generalpodpolkovnik, načelnik Pšto Kosovo in Ršto Slovenije
- OŽBOLT Jože, 1922–2018, generalpodpolkovnik, narodni heroj, poveljnik divizije, načelnik štaba 9. armade

## P
- PAVČIČ Edvard, 1929–2009, generalpodpolkovnik, pomočnik poveljnika 9. armade in poveljnik TO Slovenije
- PEHAČEK Rado, 1913–1985, generalpolkovnik, narodni heroj, poveljnik korpusa in ljubljanskega vojaškega področja
- PETERCA dr. Miroslav, 1926–2006, generalmajor, načelnik Vojaško-geografskega inštituta
- PETERKA Franc, 1927–2003, generalmajor, poveljnik gardne brigade, namestnik načelnika kadrovske uprave Zslo
- PETOVAR Rudolf, 1916–2004, generalpolkovnik, pomočnik Zslo za zaledje
- PETRIČ Miha, 1924–2000, generalpodpolkovnik, predsednik komiteja ZKJ 9. armade in poveljnik TO Slovenije
- PIRC Franc, 1899–1954, partizanski generalmajor (1944) in prvi poveljnik vojnega letalstva  NOVJ in JA
- POGAČNIK Marjan, 1941–2012, kontraadmiral, poveljnik vojno-pomorskega sektorja Pula (1991)
- POGLAJEN Franc - Kranjc, 1916–1999, generalpolkovnik, narodni heroj, načelnik Vojne šole in poveljnik 9. armade
- POLAK Bojan, 1919–2004, generalmajor, narodni heroj, poveljnik divizije Knoja in (prvi) poveljnik TO Slovenije
- POTOČAR Stane - Lazar, 1919–1998, generalpolkovnik, narodni heroj, poveljnik 9. armade in načelnik GŠ
- PRAPROTNIK Jožef, 1926–1985, generalpodpolkovnik, načelnik uprave tehnične službe GŠ

## R
- REBOLJ Janez, 1937–, generalmajor, načelnik štaba 9. kninskega korpusa (1991)
- RENČELJ Bogdan, 1928–?, generalpodpolkovnik, vojaški ataše v Parizu, načelnik kabineta Zslo in načelnik operatike Poveljniško-štabne akademije
- ROJŠEK Franc, 1914–1975, generalmajor, narodni heroj, poveljnik divizije in pomočnik  poveljnika korpusa
- ROŽANC Leopold, 1935–?, generalmajor, poveljnik 31. divizije v Mariboru in pomočnik poveljnika 1. armade
- ROŽIČ Marijan, 1938–?, generalmajor letalstva, poveljnik 5. korpusa Vl in Pzo Zagreb
- RUSTJA Franjo, 1916–2005, viceadmiral, poveljnik vojno-pomorskega področja in načelnik šolskega vojaškega mornariškega centra

## S
- SAVNIK Bojan, 1930–1976, generalmajor letalstva, poveljnik letalske divizije in načelnik štaba korpusa Vl–Pzo v Mostarju
- SEKIRNIK Janko, 1921–1996, generalpolkovnik, narodni heroj, načelnik štaba 9. armade, namestnik načelnika GŠ  za TO
- SOTLAR Franc, 1919–1985, generalmajor, predavatelj Višje vojne akademije in poveljnik divizije
- STANTE Peter, 1914–1980, generalpodpolkovnik, načelnik štaba 9. armade in poveljnik korpusa

## Š
- ŠEME Jože, 1916–1998, generalmajor, načelnik štaba divizije in poveljnik vojaškega okrožja Ljubljana
- ŠETRAJČIČ Ferdo, 1916–1992, generalmajor, načelnik uprave Zslo in sekretar Rslo SR Slovenije
- ŠKRK Gracijan, 1925–, generalmajor, poveljnik vojaškega okrožja Ljubljana in predsednik komiteja ZKJ 9. armade
- ŠTOK Drago, 1929–2004, viceadmiral, poveljnik vojno-pomorskega področja in pomočnik načelnika GŠ  za vojno mornarico
- ŠUC Pavel, 1925–2001, generalpodpolkovnik, vojaški ataše, poveljnik divizije in načelnik I. uprave GŠ
- ŠVARA Dušan, 1918–2005, generalpodpolkovnik, pomočnik poveljnika vojaškega področja Ljubljana in 9. armade

## T
- TAVČAR Franc - Rok, 1920–2000, generalpolkovnik, narodni heroj, načelnik  Inženirske uprave GŠ  in poveljnik 9. armade (1972–1980)
- TOMINC Ivo, 1934–1992, generalpodpolkovnik, direktor Narodne armije, pomočnik poveljnika 9. armade in 5. vojaškega območja
- TOMŠIČ Janez, 1909–1987, kontraadmiral, poveljnik flote JVM in načelnik pomorskega vojaškega šolskega centra v Divuljah
- TRAMPUŠ Danilo, 1901–1992, generalmajor, načelnik uprave v GŠ
- TROHA Teodor, 1933–?, generalpodpolkovnik, načelnik šolskega centra Abko in Uprave Abko v GŠ  in namestnik poveljnika 3. vojaškega območja v Skopju
- TURNER Franc, 1916–1997, generalmajor,  načelnik I. oddelka Varnostne uprave Zslo

## U
- ULEPIČ Zdenko, 1906–1988, generalpolkovnik letalstva, poveljnik vojnega letalstva in pomočnik Zslo

## V
- VESIČ Alojz, 1931–1994, generalpodpolkovnik, pomočnik načelnika GŠ  za elektroniko
- VIDMAR Marijan, 1936–?, generalmajor, načelnik Ršto Slovenije in 14. korpusa v Ljubljani
- VRTAR mag. Avgust, 1926–1999, generalpolkovnik, načelnik Visoke vojaško politične šole in pomočnik Zslo za znanstveno-raziskovalno delo (1981–1986)

## Z
- ZABRET Ciril, 1935, generalmajor, pomočnik poveljnika 1. armade za politično-pravne zadeve
- ZGONC Anton/Tone - Vasja, 1914–2002, generalmajor, pomočnik poveljnika korpusa
- ZORC Milovan, 1935–2018?, generalmajor, načelnik Ršto Slovenije, poveljnik divizije in korpusa, obrambni svetovalec PR Slovenije
- ZUPANC Alojz, 1927–?, generalmajor, načelnika operativno-učnega oddelka 5. armade
- ZUPANČIČ Anton, 1927–2003, generalpodpolkovnik,  predsednik komiteja ZKJ 9. armade
- ZUPANČIČ Viktor, 1931–1997, generalmajor, direktor Zvezne uprave kontrole letenja

## Ž
- ŽOKALJ Alojz - Džidži, 1918–2003, generalmajor, poveljnik divizije in načelnik štaba korpusa.